# MotoCzysz

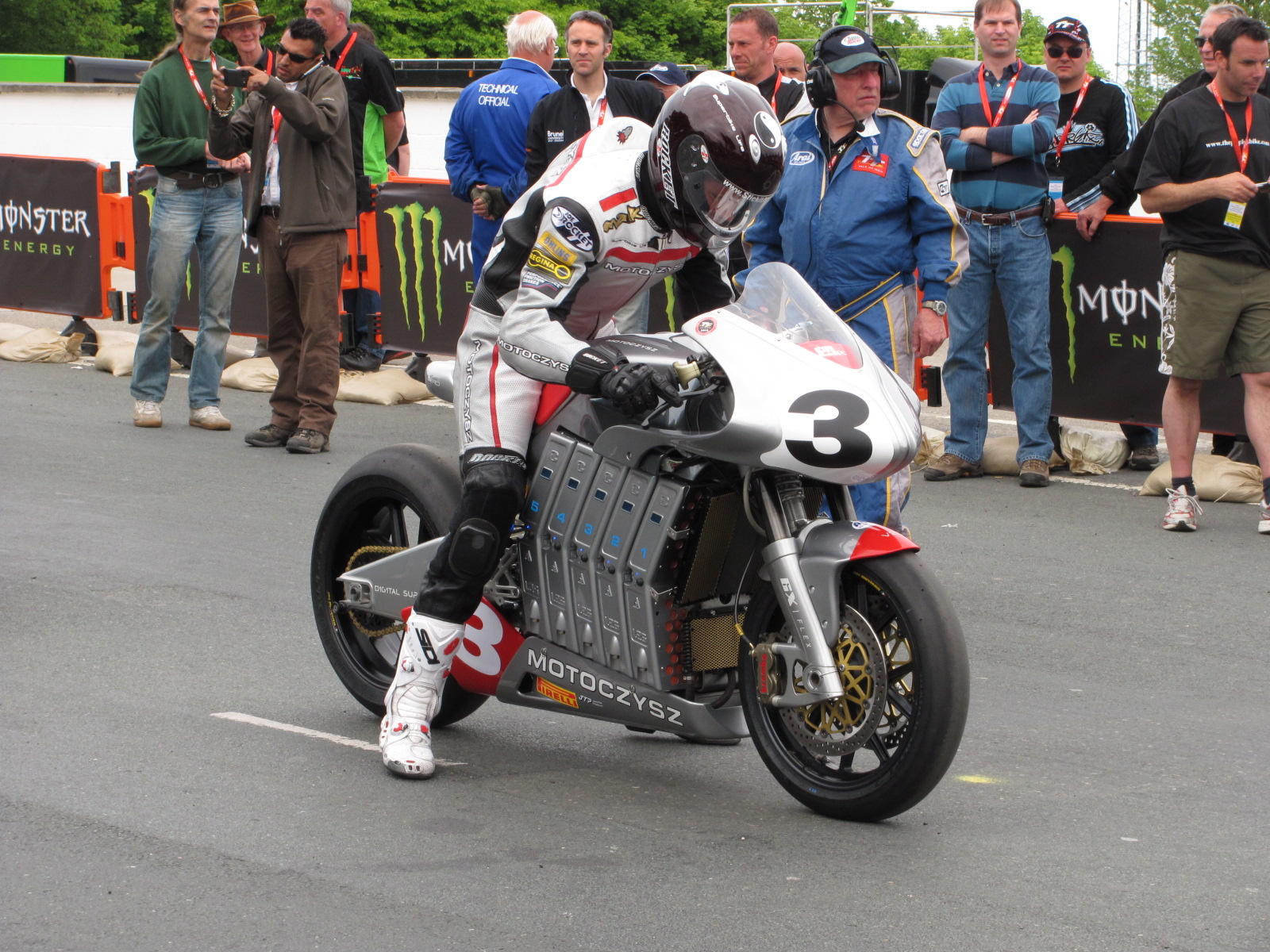
MotoCzysz E1pc

MotoCzysz is een motorfietsmerk uit het Amerikaanse Portland dat mee wilde strijden in de MotoGP-klasse. Hiervoor ontwikkelde MotoCzysz de motorfiets C1. 

## Geschiedenis
MotoCzysz werd opgericht in 2003 door motorracer en ingenieur Michael Czysz. Het bedrijf ging zich vanaf 2009 richten op races met elektrische motorfietsen, waarmee het succesvol was.
MotoCzysz was ook het eerste Amerikaanse motormerk dat sinds 1911 tijdens de Isle of Man Tourist Trophy een overwinning behaalde.
Op 7 mei 2016 kwam Michael Czysz op 52-jarige leeftijd te overlijden aan de gevolgen van kanker.

## C1
De eerste motorfiets, genaamd de C1, moest een revolutie worden binnen de MotoGP. Het heeft een stijf frame van koolstofvezel met een flexibele vork, in tegenstelling tot traditionele motorfietsen met een flexibel frame. Hierin hangt een 990cc viercilindermotor die in de lengterichting werd geplaatst. Volgens de website werden er allereerst 50 exemplaren geproduceerd, die 100.000 dollar per stuk moesten kosten.
De MotoGP stapte over naar 800cc, waardoor de kosten voor het ontwikkelen van een nieuw motorblok te hoog zouden worden. Czysz ging zich richten op een elektrische aandrijving.

## E1pc
De eerste volledig elektrische motorfiets van MotoCzysz was de E1pc die in juni 2009 werd aangekondigd. In 2010 won Mark Miller de TT Zero op het eiland Man met een MotoCzysz E1pc. Ook in 2011, 2012 en 2013 won MotoCzysz races met coureurs Michael Rutter en Mark Miller.